# Mesoiulus gridellii
Mesoiulus gridellii är en mångfotingart som beskrevs av Pius Strasser 1934. Mesoiulus gridellii ingår i släktet Mesoiulus och familjen kejsardubbelfotingar. Inga underarter finns listade i Catalogue of Life.